# Фабричненский сельский совет
Фабричненский сельский совет (укр. Фабричненська сільська рада) — входит в состав
Лутугинского района
Луганской области
Украины.

## Населённые пункты совета
- пос. Фабричное

## Адрес сельсовета
92025, Луганська обл., Лутугинський р-н, с-ще Фабричне, вул. Гагаріна, 6; тел. 96-2-82  (укр.)